# Kleszczowa
Kleszczowa – wieś w Polsce położona w województwie śląskim, w powiecie zawierciańskim, w gminie Pilica.
| SIMC    | Nazwa         | Rodzaj    |
| ------- | ------------- | --------- |
| 0219431 | Gajówka       | część wsi |
| 0219448 | Kolonia Dolna | część wsi |
| 0219454 | Kolonia Górna | część wsi |
| 0219460 | Na Błoniach   | część wsi |
| 0219477 | Podgórze      | część wsi |
| 0219483 | Wodąca        | część wsi |

Wieś królewska, położona była w drugiej połowie XVI wieku w powiecie ksiąskim województwa krakowskiego, jej tenutariuszem w 1595 roku był Andrzej Baranowski. W latach 1975–1998 miejscowość administracyjnie należała do województwa katowickiego.